# Coll Carbonera
Coll Carbonera és un indret del terme municipal de Conca de Dalt, a l'antic terme de Claverol, a l'enclavament dels Masos de Baiarri, al Pallars Jussà.
Està situat a l'extrem nord-oest d'aquest enclavament, al sud-oest del punt de confluència del barranc de l'Infern amb la Noguera Pallaresa, i s'estén tot al llarg del marge esquerre d'aquest riu entre el barranc esmentat i el de Llabro. És al nord-oest del Solà de Baiarri i a ponent de l'Obaga de Baiarri. És al sud-oest del Congost de Collegats.